# Лящук, Дмитрий-Марьян Несторович
Дмитрий-Марьян Несторович Лящук (укр. Дмитро-Мар'ян Несторович Лящук; род. 8 ноября 1934, с. Гаи-Детковецкие Галиция, Польша (ныне Золочевского района Львовской области Украины) — украинский учёный-геофизик, кандидат геолого-минералогических наук, член-корреспондент Украинской национальной геологической академии, член Украинского геологического общества.

## Биография
В 1952—1957 обучался на геологоразведывательном факультете Львовского политехнического института.
Работал оператором геофизической партии Западно-Сибирского геологоуправления. С 1959 — в Западно-Украинской геофизической разведывательной экспедиции «Укргеофизразведка», был оператором, начальником партии, принимал участие в поиске и разведке нефтегазовых месторождений Карпатского региона.
В 1965—1967 — начальник научно-методической партии по изучению геологической эффективности новых методов сейсморазведки: регулируемого направленного приёма, общей глубинной точки, интегрального приема сейсмических волн.
С 1968— главный геофизик, с 1970 — начальник партии машинной обработки геофизических материалов Западно-Украинской геолого-разведывательной экспедиции.
В 1982—1988 — заведующий лаборатории методики сейсморазведки, 1988—1994 — главный инженер, 1994—2008 — главный геофизик Украинского государственного геолого-разведывательного института.
Под его руководством проведена большая подготовительная работа к глубинному бурению 126 объектов Карпатского региона, на 38 из них открыты нефтегазовые месторождения.

## Научная деятельность
Сфера научных интересов — исследование и внедрение в производство интерференционных систем в сейсморазведке, методов сейсмологических технологий и др. Автор теоретических основ способа интегрального приёма.
Под руководством учёного группа геофизиков создала новую технологию прогноза залежей углеводов «Диагноз», которая базируется на методе взаимодействия в исследуемой среде сейсмического и электромагнитного полей.
Д. Лящук — соавтор монографии «Основы сейсмоэлектроразведки», более ста научных статей. Ему принадлежат 4 свидетельства на изобретения и патент Украины на способ прогноза залежей нефти и газа.
Награждён медалью В. И. Лучицкого.